# ギ酸アンモニウム
ギ酸アンモニウム(Ammonium formate)は、NH4HCO2という化学式を持つギ酸のアンモニウム塩である。無色吸湿性の結晶固体である。

## 利用
純粋なギ酸アンモニウムは、加熱するとホルムアミドと水に分解され、これが工業的な主な利用となる。また、ギ酸アンモニウムと希酸を反応させるとギ酸が得られ、ギ酸アンモニウムはギ酸からも作られるため、ギ酸の貯蔵形態としても使われる。
ギ酸アンモニウムは、官能基のパラジウム炭素還元にも用いることができる。パラジウム炭素の存在下で、ギ酸アンモニウムは水素、二酸化炭素、アンモニアに分解される。生成した水素ガスはパラジウムの表面に吸収され、そこで様々な官能基と反応する。例えば、アルケンはアルカンに還元され、ホルムアルデヒドはメタノールに還元される。活性なヘテロ原子―炭素単結合を切断し、水素に置換することもできる（水素化分解）。
ギ酸アンモニウムは、アルデヒドやケトンの還元的アミノ化にも用いることができる（ロイカート反応）。
ギ酸アンモニウムは、高速液体クロマトグラフィーのバッファとして用いることもでき、LC/MSを行うのに適している。ギ酸アンモニウムとアンモニウムイオンの酸解離定数は、それぞれ3.8と9.2である。

## 反応
ギ酸アンモニウムは、加熱すると水を失ってホルムアミドになる。さらに過熱を続けると、シアン化水素と水になる。この反応の副反応は、ホルムアミドの一酸化炭素とアンモニアへの分解である。